# 프록시 서버

프록시 서버 역할을 하는 세 번째 컴퓨터를 통해 연결된 두 컴퓨터 간의 통신이다. 밥(Bob)은 프록시에 대해서만 알고 앨리스(Alice)를 직접 식별하거나 연락할 수 없으므로 이는 앨리스(Alice)의 개인 정보를 보호할 수 있다.

프록시 서버(영어: proxy server, 문화어: 대리봉사기)는 클라이언트가 자신을 통해서 다른 네트워크 서비스에 간접적으로 접속할 수 있게 해 주는 컴퓨터 시스템이나 응용 프로그램을 가리킨다. 서버와 클라이언트 사이에 중계기로서 대리로 통신을 수행하는 것을 가리켜 '프록시', 그 중계 기능을 하는 것을 프록시 서버라고 부른다.
프록시 서버 중 일부는 프록시 서버에 요청된 내용들을 캐시를 이용하여 저장해 둔다. 이렇게 캐시를 해 두고 난 후에, 캐시 안에 있는 정보를 요구하는 요청에 대해서는 원격 서버에 접속하여 데이터를 가져올 필요가 없게 됨으로써 전송 시간을 절약할 수 있게 됨과 동시에 불필요하게 외부와의 연결을 하지 않아도 된다는 장점을 갖게 된다. 또한 외부와의 트래픽을 줄이게 됨으로써 네트워크 병목 현상을 방지하는 효과도 얻을 수 있게 된다.

## 표기
국립국어원의 표기법에 따라서 "프락시"로 표기한다.

## 종류

### 공개 프록시

인터넷 어디에서나 요청을 전달하는 공개 프록시.

공개 프록시는 모든 인터넷 사용자가 접속할 수 있는 전달 프록시 서버이다. 2008년에 네트워크 보안 전문가 고든 라이언(Gordon Lyon)은 "수십만"의 오픈 프록시가 인터넷에서 운영되고 있다고 추정했다.

### 리버스 프록시

인터넷에서 요청을 받아 내부 네트워크의 서버로 전달하는 리버스 프록시. 요청을 하는 사람들은 프록시에 연결하고 내부 네트워크를 인식하지 못할 수도 있다.

리버스 프록시는 클라이언트에게 일반 서버처럼 보이는 프록시 서버이다. 리버스 프록시는 요청을 처리하는 하나 이상의 일반 서버로 요청을 전달한다. 원래 서버의 응답은 마치 프록시 서버에서 직접 온 것처럼 반환되므로 클라이언트는 원래 서버에 대해 전혀 알 수 없다. 리버스 프록시는 하나 이상의 웹 서버 근처에 설치된다. 인터넷에서 이웃 웹 서버 중 하나를 대상으로 하는 모든 트래픽은 프록시 서버를 통과한다. "리버스"의 사용은 리버스 프록시가 웹 서버에 더 가깝고 제한된 웹사이트 집합에만 서비스를 제공하기 때문에 그에 상응하는 "포워드 프록시"에서 유래한다.

## 목적
프록시 서버의 사용 목적은 잠재적으로 다양하다:
- 익명으로 컴퓨터를 유지 (주로 보안을 위하여)[2]
- 캐시를 사용하여 리소스로의 접근을 빠르게 하기 위해. 웹 프록시는 웹 서버로부터 웹 페이지를 캐시로 저장하는 데 흔히 쓰인다.[3]
- 네트워크 서비스나 콘텐츠로의 접근 정책을 적용하기 위해. (이를테면 원치 않는 사이트를 차단)
- 사용률을 기록하고 검사하기 위해 (이를테면 회사는 인터넷 이용을 파악)
- 보안 및 통제를 뚫고 나가기 위해
- 바이러스 전파, 악성 루머 전파, 다른 정보들을 빼낼 목적으로
- 역으로 IP추적을 당하지 않을 목적으로
- 전달에 앞서 악성 코드를 목적으로 전달된 콘텐츠를 검사하기 위해
- 밖으로 나가는 콘텐츠를 검사하기 위해 (데이터 유출 보호)
- 지역 제한을 우회하기 위해

## 같이 보기
- 공개 프록시
- 토르 (네트워크)
- 스퀴드 (소프트웨어)
- SOCKS
- 웹 캐시
- HTTP